# Денієл (Вайомінг)
Денієл (англ. Daniel) — переписна місцевість (CDP) в США, в окрузі Саблетт штату Вайомінг. Населення — 108 осіб (2020).

## Географія
Денієл розташований за координатами 42°51′57″ пн. ш. 110°4′35″ зх. д. / 42.86583° пн. ш. 110.07639° зх. д. (42.865738, -110.076474).  За даними Бюро перепису населення США в 2010 році переписна місцевість мала площу 13,16 км², уся площа — суходіл.

### Клімат
| Клімат : Денієл                    | Клімат : Денієл | Клімат : Денієл | Клімат : Денієл | Клімат : Денієл | Клімат : Денієл | Клімат : Денієл | Клімат : Денієл | Клімат : Денієл | Клімат : Денієл | Клімат : Денієл | Клімат : Денієл | Клімат : Денієл | Клімат : Денієл |
| Показник                           | Січ.            | Лют.            | Бер.            | Квіт.           | Трав.           | Черв.           | Лип.            | Серп.           | Вер.            | Жовт.           | Лист.           | Груд.           | Рік             |
| Абсолютний максимум, °C            | 6,7             | 11,7            | 16,7            | 24,4            | 29,4            | 30,0            | 32,2            | 32,8            | 29,4            | 23,9            | 17,8            | 11,1            | 32,8            |
| Середній максимум, °C              | −3,7            | −1,5            | 2,4             | 8,4             | 14,7            | 20,8            | 24,4            | 24,1            | 18,8            | 12,8            | 3,4             | −2,3            | 10,3            |
| Середня температура, °C            | −12,3           | −11             | −5,8            | 0,6             | 6,2             | 11,3            | 14,0            | 13,0            | 8,3             | 2,7             | −4,8            | −10,8           | 1,0             |
| Середній мінімум, °C               | −20,9           | −20,5           | −14             | −7,3            | −2,3            | 1,8             | 3,6             | 1,9             | −2,3            | −7,4            | −13,1           | −19,3           | −8,3            |
| Абсолютний мінімум, °C             | −37,2           | −38,9           | −35             | −20             | −12,8           | −8,3            | −6,7            | −8,9            | −13,9           | −21,1           | −31,1           | −45,6           | −45,6           |
| Норма опадів, мм                   | 20              | 17              | 22              | 18              | 40              | 26              | 28              | 28              | 38              | 17              | 17              | 16              | 287             |
| ---------------------------------- | --------------- | --------------- | --------------- | --------------- | --------------- | --------------- | --------------- | --------------- | --------------- | --------------- | --------------- | --------------- | --------------- |
| Джерело: NOAA (normals, 1971–2000) |                 |                 |                 |                 |                 |                 |                 |                 |                 |                 |                 |                 |                 |

## Демографія
Згідно з переписом 2010 року, у переписній місцевості мешкало 150 осіб у 63 домогосподарствах у складі 38 родин. Густота населення становила 11 особа/км².  Було 80 помешкань (6/км²).
Расовий склад населення:
| - 98,7 % — білих - 1,3 % — чорних або афроамериканців |

До двох чи більше рас належало 0,0 %. Частка іспаномовних становила 0,0 % від усіх жителів.
За віковим діапазоном населення розподілялося таким чином: 26,0 % — особи молодші 18 років, 60,0 % — особи у віці 18—64 років, 14,0 % — особи у віці 65 років та старші. Медіана віку мешканця становила 40,6 року. На 100 осіб жіночої статі у переписній місцевості припадало 100,0 чоловіків;  на 100 жінок у віці від 18 років та старших — 113,5 чоловіків також старших 18 років.
Середній дохід на одне домашнє господарство  становив 63 542 долари США (медіана — 42 288), а середній дохід на одну сім'ю — 45 765 доларів (медіана — 42 288). 
Цивільне працевлаштоване населення становило 153 особи. Основні галузі зайнятості: транспорт — 54,2 %, мистецтво, розваги та відпочинок — 22,2 %, публічна адміністрація — 9,8 %, сільське господарство, лісництво, риболовля — 8,5 %.